# Lijst van voetbalinterlands Britse Maagdeneilanden - Cuba (vrouwen)
Deze lijst van voetbalinterlands is een overzicht van alle officiële voetbalinterlands tussen de nationale vrouwenteams van de Britse Maagdeneilanden en Cuba. De landen hebben tot nu toe twee keer tegen elkaar gespeeld. 

## Wedstrijden
| № | Plaats             | Datum            | Competitie                                       | Wedstrijd                     | Uitslag |
| - | ------------------ | ---------------- | ------------------------------------------------ | ----------------------------- | ------- |
| 1 | Santo Domingo Este | 3 oktober 2007   | Olympische Spelen 2008 kwalificatie              | Cuba − Britse Maagdeneilanden | 21 − 0  |
| 2 | San Pedro Sula     | 19 februari 2022 | Noord-Amerikaans kampioenschap 2022 kwalificatie | Britse Maagdeneilanden − Cuba | 0 − 14  |

## Samenvatting
| Competitie                                  | Totaal gespeeld | Winst Britse Maagdeneilanden | Gelijk | Winst Cuba | Doelsaldo Britse Maagdeneilanden – Cuba |
| ------------------------------------------- | --------------- | ---------------------------- | ------ | ---------- | --------------------------------------- |
| Olympische Spelen kwalificatie              | 1               | 0                            | 0      | 1          | 0 − 21                                  |
| Noord-Amerikaans kampioenschap kwalificatie | 1               | 0                            | 0      | 1          | 0 − 14                                  |
| Totaal                                      | 2               | 0                            | 0      | 2          | 0 − 35                                  |